# ماري إليس بيلتز
ماري إليس بيلتز (بالإنجليزية: Mary Ellis Peltz)‏ (4 مايو 1896 - 24 أكتوبر 1981)؛ كاتِبة، صحفية وشاعرة أمريكية. درست في كلية بارنارد.